# Chilongius frayjorge
Chilongius frayjorge är en spindelart som beskrevs av Platnick, Shadab och Sorkin 2005. Chilongius frayjorge ingår i släktet Chilongius och familjen Prodidomidae. Inga underarter finns listade i Catalogue of Life.